# Сайліна Джонсон
Сайліна Джонсон (уроджена Томпсон; нар. 2 вересня 1976, Гарві, Іллінойс, США) — американська співачка, автор пісень, актриса та телеведуча. Вона найбільш відома своєю гостьовою появою в синглі Каньє Веста «All Falls Down» 2004 року, який посів сьоме місце в Billboard Hot 100. Вона підписала контракт із Jive Records і випустила там три альбоми: Chapter 1: Love, Pain & Forgiveness (2001), Chapter 2: The Voice (2002) і Chapter 3: The Flesh (2005), кожний з яких отримав визнання критиків і скромний комерційний успіх.

## Біографія
Сайліна Томпсон народилася 2 вересня 1976 року в Гарві (штат Іллінойс) в сім'ї музиканта Сайла Джонсона і Бренді Томпсон, яка була першою чорношкірою жінкою-комісаром поліції Гарві. У Сайліни є дві старші сестри: Сайліша Джонсон і Сайлітт Джонсон; також у неї є молодший брат — футболіст Чед Джонсон.
Сайліна закінчила Середню школу Торнріджа, Університет Дрейка та Університет штату Іллінойс.

## Кар'єра
Сайліна Джонсон почала свою музичну кар'єру в 1998 році, підписавши контракт з музичним лейблом Jive Records. У 2001 році випустила свій дебютний альбом Chapter 1: Love, Pain & Forgiveness, а в 2002 — Chapter 2: The Voice. У 2004 році Сайліна взяла участь у синглі Каньє Веста «All Falls Down» з його дебютного альбому The College Dropout після того, як Каньє Вест не зміг використати оригінальний семпл, записаний Лорін Гілл під час її виступу на MTV у 2002 році.
У 2005 році Сайліна випустила Chapter 3: The Flesh. Contact Music оцінив альбом на 5/5.
Chapter 4: Labor Pains вийшов 13 січня 2009 року та отримав неоднозначні відгуки критиків.
У 2009 році Джонсон записала сингл із KRS-One, Twista та Crucial Conflict під назвою «Self Destruction». За словами Grant Parks і Coalmine Music, виконавці взяли свої тексти для справи, у яку вони вірять, із заявою: «Настав час, коли ми наближаємося до свят і нового року; це дасть нам усім можливість подумати про своїх близьких і подумати про них. які втратили життя через безглузді насильницькі дії».
Сайліна знімалася в реаліті-серіалі TV One R&B Divas: Atlanta з 2012 по 2014 рік; тривалістю три сезони. 23 вересня 2013 року Джонсон і Musiq Soulchild випустили дуетний альбом під назвою 9ine.
У червні 2015 року Джонсон закінчила Університет Дрейка, де отримала ступінь бакалавра з дієтології з відзнакою через 21 рік після вступу. Вона також була введена до Товариства нагород Альфа-Бета-Каппа за свої академічні досягнення.
Сайліна взяла участь в композиції «Donda Chant», першій композиції до десятого альбому Каньє Веста Donda, який вийшов у серпні 2021 року.

## Особисте життя
1 липня 2007 року Сайліна Джонсон вийшла заміж за Ківане Гарріса, баскетболіста, який грав за різні команди НБА та Євроліги. 1 серпня 2007 року після сорока восьми годин пологів у них народився син Ківане Гарріс-молодший. 6 лютого 2011 року вона народила другого сина Кінгстона.

## Дискографія
- Love Hangover (1998)
- Chapter 1: Love, Pain & Forgiveness (2001)
- Chapter 2: The Voice (2002)
- Chapter 3: The Flesh (2005)
- Chapter 4: Labor Pains (2009)
- Chapter 5: Underrated (2011)
- Chapter 6: Couples Therapy (2014)
- Rebirth of Soul (2017)
- Woman (2020)